# Château de Grand-Halleux
Le château de Grand-Halleux est situé à Farnières (commune de Vielsalm) en province belge de Luxembourg.